# Propata
Propata é uma comuna italiana da região da Ligúria, província de Génova, com cerca de 155 habitantes. Estende-se por uma área de 16 km², tendo uma densidade populacional de 10 hab/km². Faz fronteira com Carrega Ligure (AL), Fascia, Rondanina, Torriglia, Valbrevenna.

## Demografia
| Variação demográfica do município entre 1861 e 2011                               |
|                                                                                   |
| Fonte: Istituto Nazionale di Statistica (ISTAT) - Elaboração gráfica da Wikipedia |